# Catecismo de Canisio

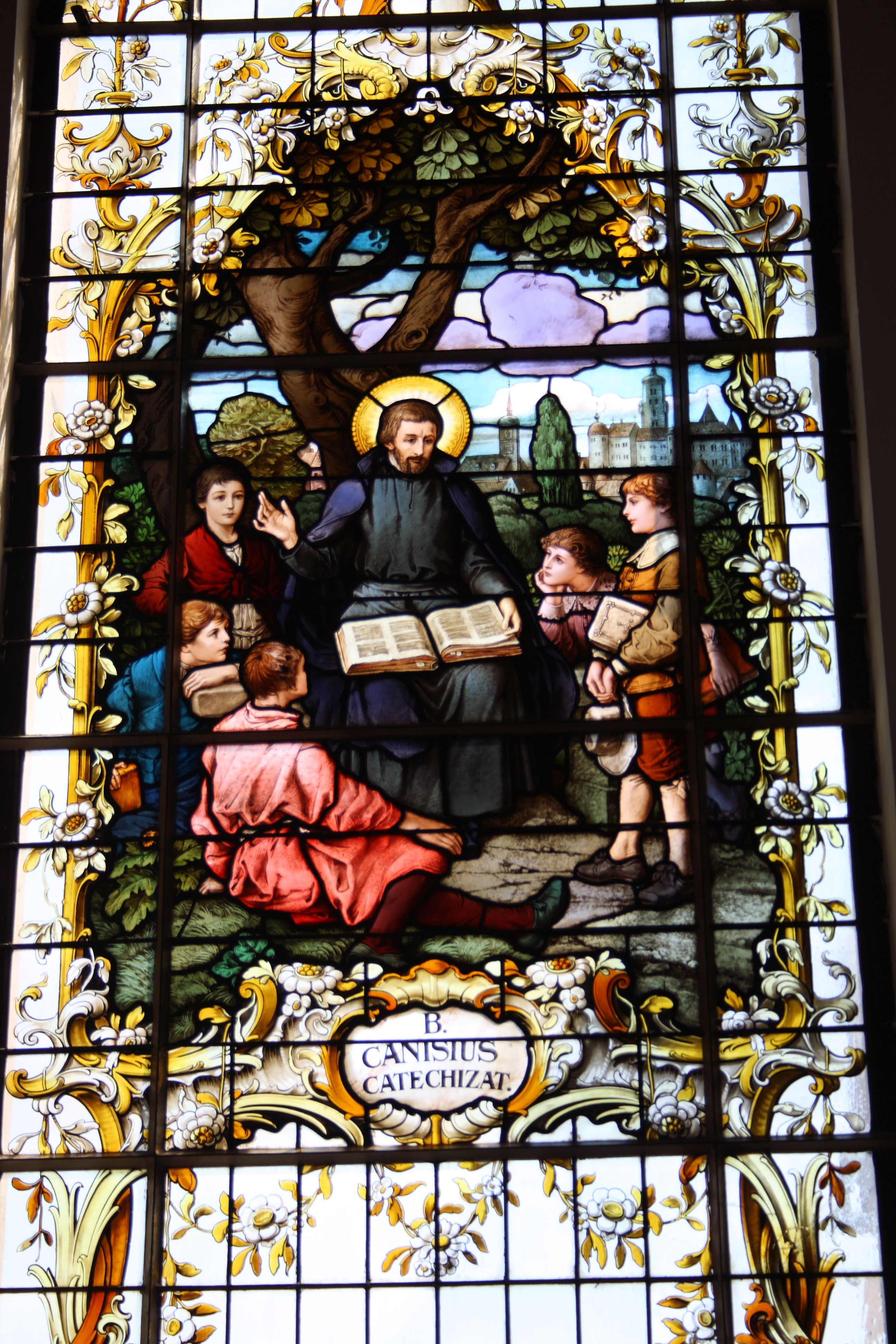
San Pedro Canisius es representado a menudo impartiendo una clase del catecismo a unas niñas

El Catecismo de Canisio (el título completo en su primera edición que es Summa doctrinae christianae, per quaestiones tradita et in usum Christianae pueritiae nunc primum edita) es un manual de presentación de la fe católica (por tanto un catecismo) compuesto en 1555, en latín, por santo Pedro Canisio. Inmediatamente traducido en alemán, hasta mediados del siglo XX. fue reeditado y reimpreso bajo su forma abreviada de Pequeño catecismo, en todas las lenguas europeas de entidad 

## Historia
Desde 1529 circulaba en los diversos estados del Imperio alemán el Der Kleine Katechismus de Luthero.  El emperador Fernardo I, consciente del éxito que estaba obteniendo este catecismo luterano quiso contar con alguna publicación similar que sirviese para afianzar en su imperio la religión católica. Coincidía ese deseo con el manifestado en el Concilio de Trento; y con la necesidad sentida por la Compañía de Jesús, en esa situación Ignacio de Loyola encargó a Claudio Jayo y a Pierre Canisius la redacción de este catecismo.
Los consejeros del Emperador, coincidiendo con san Ignacio, determinaron que la Summa debía cumplir estos requisitos:
- Seguir el orden del Maestro de las Sentencias
- Confirmar los dogmas de la Iglesia mediante la Escritura y los Padres
- Servir para instruir a los pastores y para la enseñanza de la Teología en las universidades
- Centrarse en las cuestiones teológicas, y omitir la metafísica
- Imprimirse bajo el nombre de la Universidad de Viena

Jayo y Canisio se trasladaron a Viena para hacerse cargo de esta tarea, pero Jayo, murió a poco de llegar, y este modo la elaboración de esta summa recayó sobre Canisio. Este jesuita y teólogo, el último apóstol católico en una Alemania que basculaba hacia la Reforma, aceptó con mucho gusto esta tarea, pues estaba convencido de que «los alemanes son sinceros. Yerran no por arrogancia sino por ignorancia. Una explicación honesta de la fe (cristiana) habría mucho más de efecto que los ataques polémicos contra los Reformadores».
Canisius acometé la tarea y produce:
- una Summa doctrinae christianae... impresa en Viena en 1555 que será conocida como el Maior catechismus’  y tilulada Summa doctrinae christianae..., esta obra está dirigida a personas con estudios universitarios, con buen conocimiento del latín y capaces de comprender una argumentación teológica elemental.[3]
- Prepara luego un Minimus, escrito también en latín. Canisio supervisa personalmente su publicación en Ingolstadt (1556). Concebido para jóvenes adolescentes la idea era transmitir la doctrina cristiana con ayuda de manuales escolares (como lo hacían Melanchton y otros protestantes). Contiene igualmente oraciones adecuadas para las distintas ocasiones.
- Un tercero, el ‘Parvus’ o ‘Minor’ está compuesto para la instrucción de las niñas. Canisius le dedica la misma atención personal que había prestado al "Mínimus", comenzando este trabajo en Worms en 1557 y continuándolo al tempo de sus peregrinaciones en Alsacia y Ingolstadt. El opúsculo sale de prensa a Colonia a los alrededores de la Navidad 1558, y es inmediatamente reimpreso en Viena y Amberes (1559), en Roma en 1560 y a Cracovia en 1561 y una tercera edición alemana a Dillingen en 1564 que combina ‘catecismo’ y ‘libro de rezos’. A lo largo de estas ediciones el ‘pequeño catecismo’ contendrá cada vez más ejercicios ‘de piedad’, exámenes de conciencia, y otras devociones a practicar cada día de la semana o a las diferentes fiestas del año litúrgico. Muy pedagógico contiene numerosas ilustraciones.
- Al finalizar su vida el santo - tiene 75 años - prepara incluso una edición para los pequeños niños, tomando el cuidado de dividir las palabras en sílabas: « para permitir a mis queridos pequeños niños de aprenderlo más fácilmente»[4]

## Difusión de los catecismo de Canisio

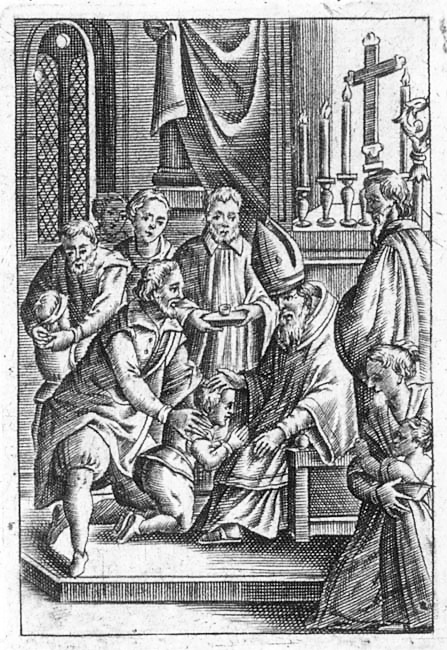
El sacramento de Confirmación : ilustración en el catecismo de Canisio (1659)

Los tres catecismos fueron compuesto primero en latín pero inmediatamente traducidos y publicados en alemán.
La difusión de la Summa fue especial impulsada en los reinos de España tras la declaración de obligatoriedad formulada por Felipe II en 1557, e incluida en las primeras traducciones al castellano; así en la primera traducción por el humanista valenciano Juan Martín Cordero, y publicada por Guillermo Simón en Amberes en 1558 apareció con esta advertencia:

Por lo cual, al dicho Catecismo –no solamente en latín, mas aún vuelto y trasladado en flamenco, francés, y español–, a nos mucho alabado, autorizamos y amonestamos a nuestros súbditos que lo lean con diligencia, desechando otros semejantes catecismos de otros; mandando [...] que tengáis cuidado que por maestros o regidores de las escuelas y otros enseñadores de mochachos, solo este Catecismo y ningún otro sea propuesto, enseñado y aprendido, en público o en secreto; para que os guardéis de incurrir en nuestra condemnación y grave indignación, y en otras penas que a albedrío de nuestros jueces serán impuestas.
Pragmática de Felipe II

En 1615, dieciocho años después de la muerte de Pedro Canisio, su primer biógrafo, Mateo Rader escribió: Canisio comienza a hablar en las lenguas de todos los pueblos: alemán, eslavo, italiano, español, polaco, griego, checo, inglés, escocés, etíope y lo mismo, según me dice mis hermanos que están en esos lugares, en hindi y japonés. Se puede decir hoy que es el catecismo de prácticamente todas las naciones».
Al finalizar el siglo XIX , un biógrafo protestante de Pedro Canisio, el Dr. Drews escribió: « El catecismo de Canisio es conocido en todas partes y de siglo en siglo cada vez más porque 130 años después de su primera impresión ha conocido cerca de 400 ediciones… El plan y su organización son ingeniosos en el mayor grado y su presentación un modelo de lucidez y claridad, sin paralelo entre los libros católicos »

## Descripción y contenido
En el gran catecismo (‘Summa doctrinae christianae...’) las citas bíblicas son numerosas. Desde el modo en que presenta una ilustración del Jesucristo, en la que está rodeado niños de edades diferentes y pone la mano sobre dos de entre ellos, acompañada de un verso del salmista (Ps 34 :12) : «Hijos, veníd a escucharme. Yo os enseñaré el temor del Señor! »  Y debajo, la invitación del profeta Isaías (Is 2 :3): « Venid ; subamos a la montaña del Señor, a la casa del Dios de Jacob. Él nos mostrará sus caminos y andaremos sobre sus rutas».
El catecismo  comprende dos partes : ‘Doctrina de sensatez’ y ‘Doctrina de justicia’. La sensatez comprende las Virtudes teologales, fe, esperanza y caridad. Lo que hemos de creer está recogido en el credo de los apóstoles. Y lo que tenemos que esperar y pedir en el rezo está contenido en el ‘Padre nuestro’, mientras que la caridad deriva de la observancia de los Diez mandamientos. La segunda parte ‘Doctrina de justicia’ depende de la apertura al don del Espíritu Santo, donativo de Dios que guía a cada uno en el rechazo del mal y en la práctica del Bien. Entre estas dos partes, modo de un enlace entre ellas, se sitúa un pequeño tratado sobre los sacramentos que, justamente, son necesarios para recibir la Sensatez y permanecer en la Justicia.
En consecuencia el catecismo queda dividido en cinco capítulos :
- La Fe : 22 cuestiones
- La Esperanza (con el ‘Padre nuestro’ y el ‘Ave María') : 29 cuestiones
- La Caridad (con el decálogo y los mandamientos de la Iglesia) : 39 cuestiones
- Los Sacramentos : 53 cuestiones
- La Justicia (incluyendo el pecado, las obras de misericordia, las virtudes cardinales, los donativos del Espíritu Santo, los Béatitudes y los Consejos évangéliques) : 86 cuestiones.

Cada una de las cuestiones se expone mediante una pregunta breve y precisa, Seguida de una respuesta que a veces se extiende a lo largo de dos o tres páginas, lo que prueba que el catecismo no estaba concebido para una memorización ingenua y primaria.